# シャドー (1982年の映画)
『シャドー』 (原題: Tenebrae、別題: Tenebre) は、イタリアのサスペンス映画。ダリオ・アルジェント監督自身がアメリカで体験した変質者によるストーカーと殺人予告が本作のモチーフになっている。

## 概要
『サスペリア』『インフェルノ』とオカルト・ホラー色を強めていたダリオ･アルジェントがジャッロに回帰した意欲作。単なる原点回帰にとどまらず、それまでのダリオ作品の特徴であった重厚で陰鬱な町並みや建造物、原色の照明、不吉を予感させる動物や昆虫といった要素を一掃、近代的で無機質な建物を主な舞台として、雑踏の死角を縫って白昼堂々殺人が起きるなど新たな展開を見せる。被害者の家の壁を登り、屋根を越えて侵入口まで到達する犯人視点の映像を、クレーンを使用してワンショットで撮影する斬新なカメラワークも話題を呼んだ。
『13日の金曜日』などの大量殺人鬼映画のヒットの影響か、殺害される人数も従来の作品に比べ大幅に増えている。
なお、アメリカ版および日本版のエンディングには、キム・ワイルドの『Take Me Tonight』が主題歌として独自に採用されている。その再現として、日本版DVDで吹替音声を選択すると同曲がエンディング曲に流れる仕様になっている。

## ストーリー
アメリカのニューヨークに住む人気ミステリー作家ニールが新作『暗闇の祈り』（Tenebrae）のプロモーションのためにイタリアのローマを訪れた頃、『暗闇の祈り』を万引きした若い女性が自宅で何者かに喉を斬られて殺害された。ジェルマニ刑事の訪問を受けたニールは、殺害現場に『暗闇の祈り』が散乱していたこと、殺害の手口が小説と同じことを聞かされ困惑するが、そこへすぐ近くにいると思われる犯人から電話が鳴る。内容はさらなる殺人予告であった。
予告どおりに、ニールと10年来の付き合いで彼にインタビューしたレズビアンの文芸記者チルダと、その恋人で同居人のマリオンが最初の被害者と同じ手口で惨殺され、ニールの元にラテン語の脅迫状が届く。
その後、ニールは出版エージェント、ブルマーの紹介により書評家ベルティのTVショーに出演するが、収録後にコンドミニアムへ戻るニールは、なぜかニューヨークにいるはずの婚約者ジェーンを目にするのだった。
その晩、ニールが滞在するコンドミニアムの管理人の娘マリアが狂犬に追われた末に連続殺人犯の自宅へ迷い込み、犯行の証拠を持ち帰ろうとしたものの、帰宅した犯人と鉢合わせし、惨殺されてしまう。
ニールは独自に調査を開始し、犯人は脅迫状の文面から自分の作品に対する異常なまでの関心を抱くインテリであることを察知、マリアの死体発見現場にも程近いところに屋敷を構える書評家ベルティに疑惑の目を向ける。アシスタントのジャンニ青年とともにベルティ邸に侵入を図るが、二手に分かれたジャンニ青年の目の前で、ベルティは頭を斧で割られて殺害され、ニールも鈍器で頭を殴られ気絶してしまう。
あまりの危険におそれをなしたニールは、ブルマーに帰国を告げて空港へ向かうが、その直後、ブルマーの元をジェーンが訪れる。2人は不倫関係にあった。いったん別れた後、ブルマーはジェーンと公園で待ち合わせていたが、白昼堂々何者かに腹を滅多刺しにされ殺害され、ベルティの殺害現場を再び訪れたジャンニ青年も自動車の中で絞殺された。
ブルマーの死に恐怖を感じたジェーンは、秘書アンに助けを求めるが、ジェーンは滞在先の別荘で斧で腕を切り落とされた上に滅多打ちにされ、そこに駆けつけた女性も同じく惨殺された。
殺人鬼はニールだった。好意を持っていたアンを殺害してしまったと思い込んだニールは呆然とするが、そこにやって来たのはジェルマニ刑事と、なんとアンであった。ニールが手を掛けていたのは一足先に聞き込みにやってきたジェルマニ刑事の相棒アルティエリ刑事だった。
ニールはジェルマニ刑事とアンに事件のからくりを告白する。最初の4人の殺人は書評家ベルティによるものだったが、ニールはそれに乗じて婚約者ジェーンの浮気相手だったブルマーを殺害、犯行に気づいたジャンニ青年も殺害していたのだった。
全てを告白したニールは2人の目の前で、持っていた剃刀で喉を切り自殺するが、無線で報告するためにアンとともに一度車に向かったジェルマニ刑事が現場に戻ると、ニールの死体は忽然と消えていた。落ちていた剃刀は、撮影用に血糊が噴き出すダミーだった。いつの間にかジェルマニ刑事の背後に立っていたニールは、斧でジェルマニ刑事を殺害、車に残っていたアンは異変を感じ再び建物に入ろうとする。　
ニールはアンをも亡き者にしようと斧を振るうが、アンがドアを開けた拍子に、ジェルマニ刑事が倒れた際にドアに引っ掛かった金属製オブジェがニールを直撃、オブジェに体を貫かれたニールはアンの悲鳴の中、絶命した。

## スタッフ
監督：ダリオ・アルジェント
製作：クラウデイオ・アルジェント
脚本：ダリオ・アルジェント
撮影：ルチアーノ・トヴォリ
編集：フランコ・フラティチェッリ
音楽：シモネッティ＝ピニャテッリ＝モランテ
プロダクションデザイナー：ジュゼッペ・バッサン
衣裳デザイン：ピエランジェロ・チコレッティ、フランコ・トメイ

## キャスト
| 役名                           | 俳優                     | 日本語吹替 |
| ------------------------------ | ------------------------ | ---------- |
| 作家ピーター・ニール           | アンソニー・フランシオサ | 阪脩       |
| ジェルマニ刑事                 | ジュリアーノ・ジェンマ   | 江原正士   |
| 秘書アン                       | ダリア・ニコロディ       | 小宮和枝   |
| ジャンニ                       | クリスチャン・ボロメオ   | 塩屋翼     |
| ブルマー                       | ジョン・サクソン         | 千田光男   |
| 書評家クリスチャーノ・ベルティ | ジョン・シュタイナー     | 山野史人   |
| アルティエリ警部               | キャローラ・スタナーロ   | 榊原良子   |
| マリア・アルバレット           | ララ・ウェンデル         | 岡本麻弥   |
| チルダ                         | ミレッラ・ダンジェロ     | 鈴木みえ   |
| マリオン                       | ミレッラ・バンティ       | 達依久子   |
| 浜辺の赤いハイヒールの女       | エヴァ・ロビンス         | -          |
| 殺人鬼の手                     | ダリオ・アルジェント     | -          |

- TBS版：1986年12月04日TBS『木曜ロードショー（深夜映画枠）』※HDリマスターDVD＆HDリマスター特別版BD収録。

その他　喜多川拓郎／小関一／小島敏彦／小室正幸
- ダリア・ニコロディの英語吹替は、テレサ・ラッセルが演じている。
- ジェーン・マッキャーロを演じたヴェロニカ・ラーリオは、元イタリア首相シルヴィオ・ベルルスコーニの元夫人である。

日本語版スタッフ
劇場版日本語字幕：進藤光太
HDリマスター版日本語字幕：落合寿和
吹替翻訳：木原文子
吹替演出：松川陸
吹替製作：ザック・プロモーション

## 映像ソフト
- シャドー DVD 廃盤

規格品番：CPVD-1116
発売日：1998年10月25日
発売元：カルチュア・パブリッシャーズ株式会社
販売元：カルチュア・パブリッシャーズ株式会社

- シャドー DVD 廃盤

規格品番：BBBF-5023
発売日：2004年07月23日
発売元：株式会社IMAGICA
販売元：株式会社ハピネット・ピーエム

- ダリオ・アルジェント DVD-BOX 廃盤

『フェノミナ』製作20周年を記念し、ダリオ・アルジェント監督の代表作がデジタル・ニューマスター、スクイーズ収録、オリジナル英語音声で完全復活を遂げた、初回生産限定4枚組のアニバーサリーDVD-BOX！『フェノミナ』『シャドー』『わたしは目撃者』『歓びの毒牙』の4作品を収録。
規格品番：BBBF-9103
発売日：2004年07月23日
発売元：株式会社IMAGICA
販売元：株式会社ハピネット・ピーエム

- ホラー・マニアックスシリーズ 第05期 第2弾『シャドー』HDリマスター版 DVD 廃盤

イタリア恐怖映画界の巨匠ダリオ・アルジェントが自身のストーカー体験を基に発表したスタイリッシュ・ジャーロ。
規格品番：BBBF-8744
発売日：2012年08月02日
発売元：株式会社ニューライン
販売元：株式会社ハピネット

- ホラー・マニアックスシリーズ 第08期 第4弾『シャドー』HDリマスター特別版 Blu-ray 廃盤

クライマックスで、あなたも一緒に叫んでいる。鬼才アルジェントが残酷美学の極限に挑んだショッキング・ミステリーが初BD化!
規格品番：BBXF-2098
発売日：2015年11月03日
発売元：株式会社ニューライン
販売元：株式会社ハピネット